# Chiesa di San Paolo di Peltuinum
La chiesa di San Paolo di Peltuinum è un edificio religioso situato nelle vicinanze del comune di Prata d'Ansidonia in provincia dell'Aquila, dichiarato monumento nazionale nel 1902.

## Storia
Il nucleo originario della chiesa sorge all'esterno del perimetro urbano dell'antica città romana di Peltuinum, probabilmente sostituendo un precedente sito pagano.
La chiesa è collocata sul Tratturo L'Aquila-Foggia, cioè una di quelle vie tracciate nel tempo dal continuo passaggio di greggi durante il periodo della transumanza.
Eretta forse tra il VII secolo e l'VIII secolo in stile romanico, le murature originali inglobano al loro interno elementi di epoca romana, il che fa supporre, come prima accennato, che la chiesa sorga sui ruderi di un edificio pagano. Nel XII secolo subisce un crollo e viene ricostruita con gli stessi materiali. Viene anche sovralzata, forse in occasione degli stessi lavori di ricostruzione. Si registrano anche interventi più tardi, forse del Cinquecento.
L'edificio è anche ricordato da Papa Innocenzo III in una Bolla del 23 marzo 1118.

## Struttura

### Esterno
La chiesa ha la facciata nello stile della chiesa di San Liberatore a Maiella: molto piatta e priva di elementi plastici, presenta un portale centrale in leggerissimo aggetto, con due lesene per lato che sostengono un arco di pietra circondante una lunetta, decorata all'interno da blocchetti di pietra disposti secondo lo schema dell'opus reticolatum. Il tutto ripropone le forme di tradizione benedettina. Sopra il portale si aprono due oculi, fra cui quello sottostante apparteneva alla facciata prima del sovralzo. Quando quest'ultimo fu messo in pratica, venne aperto l'oculo superiore, un tempo decorato da un rosone del X secolo, poi trafugato. Arrivano all'altezza dell'oculo precedente, inoltre, i due poderosi pilastri d'angolo della facciata, che la occupano per due terzi, con la relativa trabeazione in sommità, interrotta al centro dagli oculi. Conclude la facciata un timpano triangolare, anch'esso frutto del sovralzo. Lateralmente, la chiesa presenta un muro liscio, interrotto superiormente solo da una serie di finestre aggiunte con il sovralzo delle pareti.

### Interno
L'interno è impostato su una pianta a croce latina, con transetto ma senza abside, dunque a forma di T. La navata è unica ma presenta il motivo delle pseudo-navate con l'applicazione, lungo i muri perimetrali, di arcate cieche. La pavimentazione è in cotto e la copertura è in legno con capriate a vista. Sono presenti affreschi del Duecento, uno dei quali rappresenta San Paolo sulla via di Damasco. Vi sono anche elementi decorativi di epoca longobarda, che attestano dunque l'antica fondazione dell'edificio.
Sulla parete di fondo del braccio destro del transetto sono presenti resti di affreschi cinquecenteschi. Esisteva anche un pulpito, scolpito nel 1240 e sostenuto da cinque colonne ottagonali, che fu trasferito nel 1796 nella vicina chiesa parrocchiale di San Nicola di Bari a Prata d'Ansidonia.